# Le Val de l'espoir
 (novembre 2017).
Si vous disposez d'ouvrages ou d'articles de référence ou si vous connaissez des sites web de qualité traitant du thème abordé ici, merci de compléter l'article en donnant les références utiles à sa vérifiabilité et en les liant à la section « Notes et références ».
Le Val de l'espoir est un roman de Marie-Bernadette Dupuy publié en 2007.

## Résumé
Vers 1995 vers Toulouse, Rose et Anne, 20 ans, jumelles, apprennent leur orphelinat. Paul, 26 ans, achète la maison et épouse Anne. Rose va à Paris et s'éprend de David que son ex tue. Elle devient accro à la drogue. Anne a Louis. Rose se prostitue. Elle fait une overdose et Anne apprend son hospitalisation. Elle y va avec Paul et la ramène à la ferme de réadaptation du Val (16). Rose revient chez Anne après 2 mois. Elle devient documentaliste et prend un studio. Anne découvre qu'elle ne va plus travailler et se reshoote. Elle la retrouve en manque et la ramène. Adrien, directeur de la ferme, la remmène et elle devient éducatrice. Retrouve David, qui n'était pas mort, mais elle épouse Adrien.